# Егоров, Владислав Иванович
Владислав Иванович Егоров (род. 8 сентября 1969, Павлово, Горьковская область) — российский политический деятель. Депутат Государственной Думы восьмого созыва от КПРФ (с 2023 года).  Заместитель председателя Комитета Государственной думы по аграрным вопросам. Первый секретарь Нижегородского областного комитета КПРФ.

## Биография
В 1992 году окончил с отличием исторический факультет Нижегородского государственного университета им. Н. И. Лобачевского, в 1996 году присуждена ученая степень кандидата философских наук.
В 1996 году начал трудовую деятельность в ННГУ им. Н. И. Лобачевского с должности ассистента кафедры социальной философии. С 2001 года на протяжении 14 лет работал по совместительству старшим преподавателем на юридическом, историческом, филологическом факультетах, факультете международных отношений ННГУ им. Н. И. Лобачевского.
С 2001 по 2003 год — помощник депутата Государственной Думы Федерального Собрания Российской Федерации.
С 2003 по 2005 год работал в общественно-политических организациях.
В 2006 году был избран депутатом Законодательного Собрания Нижегородской области IV созыва, исполнял обязанности заместителя председателя комитета по регламенту и депутатской этике.

### Депутат ГД
13 декабря 2023 года Центральная избирательная комиссия РФ передала мандат досрочно прекратившего депутатские полномочия Владимира Блоцкого первому секретарю нижегородского регионального отделения партии Владиславу Егорову.
«Вакантный мандат депутата Государственной думы восьмого созыва передан Владиславу Егорову (КПРФ) в связи с досрочным прекращением полномочий Владимира Блоцкого», — говорится в сообщении.